# 朱玲玲
朱玲玲（英語：Loletta Chu Ling-ling，1958年9月7日—），香港前女演員、模特兒，1977年香港小姐競選冠軍及最上鏡小姐，曾是望族霍家長媳，即是霍震霆前妻。現為羅康瑞妻子。

## 简介
朱玲玲籍貫廣東台山，出生於緬甸，其父母是緬甸華僑朱奇宗，母親陳如美，9歲時全家到香港定居，小學畢業於九龍聖德肋撒英文學校，中學畢業於香港國際學校，並在英皇佐治五世學校就讀預科。
朱玲玲曾任業餘模特兒，1977年參加香港小姐競選，取得冠軍及最上鏡小姐獎項，是首位奪得兩個獎項的參賽者。當選後只在娛樂圈發展了很短時間，在無綫電視拍過一部電視劇《瑪麗關77》，客串過電視劇《狂潮》。九个月后即和霍英東長子霍震霆闪婚，开创了港姐嫁豪门的先河。
2011年1月13日，朱玲玲母親陳如美因心血管病離世，享年83歲。2017年4月14日，朱玲玲父親朱奇宗因肺炎病逝，享年94歲。
朱玲玲與著名歌手葉蒨文為摯友，即是三子的干妈。

## 婚姻
- 第一任丈夫：霍震霆
  - 朱玲玲甫當選港姐冠軍，即結識商人霍震霆。二人認識9個月後，在1978年9月25日舉行盛大婚禮，並於尖沙咀美麗華酒店筵開360席。據報霍家以10,000,000港元禮金迎娶朱玲玲，婚紗價值5000美元，而整個婚宴成本則超過1,000,000港元。霍震霆較朱玲玲年長12年，婚後朱玲玲共誕下3名兒子。早期朱玲玲淡出社交界，專心照顧3名兒子。至1990年，她曾與其姊合作，在中環太子大廈開設售賣來自英國飾物精品店，但開店不久，就遭到了霍震霆强烈的反對，霍震霆覺得這是丢霍家的臉，最後只好退股回家。此事令朱玲玲感到在霍家無比的壓抑，因為家規太多了，女人在霍家毫無自由。1999年傳出霍震霆與廣東電視台節目主持人侯玉婷關係曖昧。這使壓抑良久的朱玲玲無法再忍讓下，離開了霍家大宅，霍震霆與朱玲玲婚變馬上傳出。當時令霍家煩惱不已，後來據說兒子霍啟剛做了和事老，亦有傳是霍英東說服朱玲玲回到霍家。避過了第一次的家變。可是到2000年，霍震霆再傳與女主播緋聞，2001年朱玲玲一氣之下帶着小兒子搬離了霍家大宅，遷居於壽臣山，與丈夫相處的時間少之又少，但是霍家的公開活動朱玲玲仍以兒媳出席；如2004年霍震霆獲金紫荊星章時，朱玲玲也有出席，顧全霍家顏面。所以，霍英東極欲挽留朱玲玲的，可惜未能成功，到2005年正式辦理離婚手續，27載的婚姻生活畫上句號[5]，也沒有即時對外公告，直至霍英東去世的2006年，朱玲玲的好友，歌手葉蒨文才向傳媒披露霍震霆與朱玲玲已經在2004年離婚，而且早於1997年已分居。
- 第二任丈夫：羅康瑞
  - 2008年11月，朱玲玲與瑞安集團老闆、人稱上海姑爺的商人羅康瑞在新加坡四季酒店註冊結婚。

## 子女
- 三子。
  - 均與霍震霆所生，分别是霍啟刚、霍啟山、霍啟仁。

## 軼事
- 朱玲玲初參選港姐時，粵語水平較差，泳裝問答環節以英文輔助作答

## 資料來源
1. ↑  . 文匯報. 2016-03-31  [2021-04-11]. （原始内容存档于2021-04-11）.
2. ↑  .   [2012-09-04]. （原始内容存档于2017-07-28）.
3. ↑  游艾維. . 星島日報. 2011-01-14  [2018-08-23]. （原始内容存档于2018-08-23）.
4. ↑  . 都市日報. 2017-04-27  [2018-08-23]. （原始内容存档于2018-08-09）.
5. ↑  .   [2020-03-02]. （原始内容存档于2021-01-11）.

- 淡泊名利熱心公益的雙料港姐朱玲玲 （页面存档备份，存于）

| 前任： 林良蕙 | 香港小姐競選冠軍 1977年 | 繼任： 陳文玉 |

| 前任： 繆騫人 | 香港小姐競選最上鏡小姐 1977年 | 繼任： 張夢夏 |